# Lungtog Gyatso
Lungtog Gyatso (Dzamthang,  1805 - 26 maart 1815) was de negende dalai lama van Tibet.

## Achtergrond
Aan het eind van de 18e eeuw hadden  twee invasies in Tibet door de gurkha's in 1788 en 1791 plaatsgevonden. Als rechtstreeks gevolg daarvan had de Chinese keizer Qianlong   de  Proclamatie van 29 maatregelen voor een Beter en meer Efficiënt Bestuur van Tibet uitgevaardigd.  Onderdeel van die maatregelen was de introductie van de Gouden urn, een divinatieprocedure waarmee voortaan hoge reïncarnaties van de gelug, zoals de dalai lama en de panchen lama zouden worden geselecteerd. Met deze maatregel tracht de keizer het ontstane nepotisme in het selectiebeleid te doorbreken. Er wordt vanaf dat moment ook een register aangelegd van selecties van tulkus.
Deze procedure zou voor het eerst van kracht moeten worden bij de selectie van de negende dalai lama. Dit voorschrift werd uiteraard gehaat bij de gelug hiërarchie, die dat als een aantasting van hun prerogatieven zag. De Proclamatie voorzag wel in de mogelijkheid dat men een beroep op de Chinese keizer kon doen om af te zien van de procedure van de Gouden urn, indien daar aanleiding voor zou kunnen zijn.
De toenmalige regent in Tibet, de achtste Tatsag rinpoche  Tenpey Gönpo begon dan ook snel na de begrafenisplechtigheden van de achtste dalai lama Jampäl Gyatso met een zoektocht naar de nieuwe reïncarnatie. Er waren uiteindelijk twee kandidaten, waaruit  Lungtog Gyatso gekozen werd. In 1807 wordt hij naar Lhasa gebracht en in 1808 ontvangt hij van de zevende Pänchen lama,  Pälden Tenpey Nyima zijn tonsuur.
De klassieke Tibetaanse en Chinese geschiedschrijving hebben verschillende opvattingen over de gang van zaken ten aanzien van de erkenning van deze dalai lama. In de Tibetaanse geschiedschrijving wordt niets vermeld ten aanzien van een verzoek aan de keizer Jiaqing  om de Gouden urn niet te hanteren. De Chinese geschiedschrijving verwijst naar een reëel  bestaand document van de regent  met dit verzoek. De werkelijkheid is waarschijnlijk dat de regent gezorgd had voor een voldongen feit, maar achteraf toch om protocollaire redenen een dergelijk - ook achteraf ingewilligd - verzoek had gedaan.

## Economische motieven
Deze dalai lama is de eerste van een aantal hierop volgende dalai lama's ( in totaal 5 )  die van buiten  Centraal-Tibet afkomstig is. De achtste dalai lama was de laatste die in de aristocratie van Centraal-Tibet reïncarneerde. De positie van een dalai lama bracht met zich mee dat zijn familie na zijn erkenning meteen in de hoogste adelstand van Tibet werd verheven en landerijen, veestapels en horigen kreeg toegewezen. Het onder de familie te verdelen land moest afkomstig zijn van de overheid of van bestaande adellijke families die het land in de vorm van een leen hadden ontvangen. In de praktijk had dat meestal plaatsgevonden door vererving.
De herverdeling daarvan werd vanaf het begin van de 19e eeuw steeds moeilijker.  Om al te grote spanningen tussen de bestaande adel uit Centraal-Tibet enerzijds en weliswaar niet-aristocratische, maar vrijwel altijd toch relatief welvarende, families anderzijds te voorkomen, ging men toen op zoek naar kandidaten buiten dit gebied. Families van buiten Centraal-Tibet konden ook gemakkelijker worden gelieerd aan bestaande grootgrondbezitters die zelf geen nakomelingen hadden.

## Thomas Manning

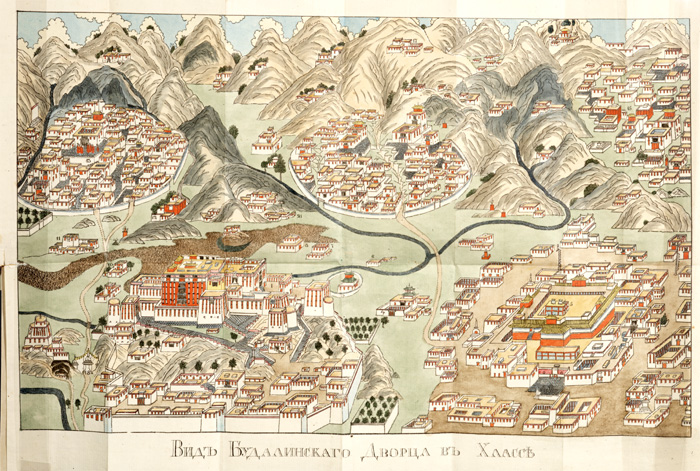
Kaart van Lhasa omstreeks 1812 van Nikita Bichoerin, hoofd van de Russisch-orthodoxe missie in China

Thomas Manning was een Britse reiziger, die er in 1812 in slaagde Lhasa te bereiken. Hij verblijft daar enkele maanden en heeft enkele keren een ontmoeting met de dan zesjarige dalai lama. In zijn reisverslag beschrijft de romanticus Manning de dalai lama tijdens zijn eerste ontmoeting als volgt.
Het buitengewoon prachtige en interessante gezicht van de lama trok al mijn aandacht. Hij had de eenvoudige, niet aangeleerde, maar vanzelfsprekende manieren van een goed opgevoede prins. Zijn gelaatsuitdrukking was  prachtig. Hij had  een vrolijke en opgewekte aanwezigheid. Ik was buitengewoon ontroerd door dit onderhoud met de lama. Ik had wel kunnen wenen door deze vreemde gevoelens
Na een tweede onderhoud met de dalai lama beschrijft hij deze echter als "erg bleek en in slechte gezondheid".
In zijn reisverslag uit Manning zijn bewondering voor het Potala, maar daar houdt de waardering voor de stad Lhasa wel op. Hij beschrijft - net als latere Europese en Japanse bezoekers- het volledig ontbreken van ook maar enig besef van hygiëne en de - in zijn opvatting - onvoorstelbare smerigheid van de stad, die 100 jaar later door Ekai Kawaguchi nog als een  metropolis of filth werd benoemd.

## Overlijden
De regent Tenpey Gönpo overlijdt in 1811. De volgende regent in Tibet wordt de zevende demo rinpoche, Ngawang Lobsang Thubten Jigme Gyatso. De dalai lama zelf overlijdt in 1815 op 10-jarige leeftijd.
De negende tot en met twaalfde dalai lama overleden allen op jeugdige leeftijd onder mysterieuze omstandigheden. Er zijn nogal wat historici en tibetologen, die uitgaan van de veronderstelling, dat meerdere van deze vier dalai lama's vermoord zijn. De meeste historici gaan er echter ook van uit, dat dit niet het geval geweest is bij deze dalai lama en dat Lungtog Gyatso een natuurlijke dood is gestorven.
- Gemeinsame Normdatei: 122235738
- International Standard Name Identifier: 0000 0000 2373 1747
- Library of Congress Control Number: n80101906
- Virtual International Authority File: 74729420
- WorldCat: E39PBJdWWYJ6w7rFPxqYGmQ8YP

1: Gendün Drub · 2: Gendün · 3: Sönam · 4: Yönten · 5: Ngawang Lobsang · 6: Tsangyang · (6: Yeshe) · 7: Kälsang · 8: Jampäl · 9: Lungtog · 10: Tsültrim · 11: Khädrub ·   12: Trinley · 13: Thubten · 14: Tenzin